# Рівняння Фішера
Рівняння Фішера — рівняння, що описує зв'язок між темпом інфляції, номінальною та реальною відсотковими ставками:
{\displaystyle ~i=r+\pi },
де {\displaystyle ~i} — номінальна відсоткова ставка;

{\displaystyle ~r} — реальна відсоткова ставка;

{\displaystyle ~\pi } — темп інфляції.
Рівняння вказує на те, що номінальна відсоткова ставка змінюється за двома чинниками:
- через зміну реальної відсоткової ставки;
- через темп інфляції.

Наприклад, якщо суб'єкт кладе на банківський рахунок деяку суму грошей, що приносить йому 10% річних, то номінальна ставка становить 10%, якщо ж рівень інфляції становитиме 6%, реальна ставка буде рівною лише 4% річних.